# I liga urugwajska w piłce nożnej (1903)
- Mistrz Urugwaju 1903: Club Nacional de Football
- Wicemistrz Urugwaju 1903: CURCC Montevideo
- Spadek do drugiej ligi: nikt nie spadł
- Awans z drugiej ligi: nikt nie awansował

Mistrzostwa Urugwaju w roku 1903 były mistrzostwami rozgrywanymi według systemu, w którym wszystkie kluby rozgrywały ze sobą mecze każdy z każdym u siebie i na wyjeździe, a o tytule mistrza i dalszej kolejności decydowała końcowa tabela.

## Primera División

### Końcowa tabela sezonu 1903
| Poz | Klub                        | Mecze | Zw | Rem | Por | Pkt | BrZd | BrStr |
| --- | --------------------------- | ----- | -- | --- | --- | --- | ---- | ----- |
| 1   | Club Nacional de Football   | 12    | 10 | 2   | 0   | 22  | 24   | 1     |
| 2   | CURCC Montevideo            | 12    | 10 | 2   | 0   | 22  | 52   | 3     |
| 3   | Deutscher Montevideo        | 12    | 4  | 2   | 6   | 10  | 18   | 17    |
| 4   | Montevideo Wanderers        | 11    | 4  | 1   | 6   | 9   | 20   | 24    |
| 5   | Albion Montevideo           | 12    | 2  | 3   | 7   | 7   | 14   | 37    |
| 6   | Triunfo Montevideo          | 11    | 2  | 3   | 6   | 7   | 9    | 33    |
| 7   | Uruguay Athletic Montevideo | 12    | 2  | 1   | 9   | 5   | 6    | 28    |

Wobec równej liczby punktów dwóch najlepszych w tabeli klubów konieczne było rozegranie meczu barażowego.
| Mecz                                             |
| ------------------------------------------------ |
| Club Nacional de Football – CURCC Montevideo 3:2 |

Mistrzem urugwaju został klub Club Nacional de Football.